# Cygnus (ruimtevaartuig)

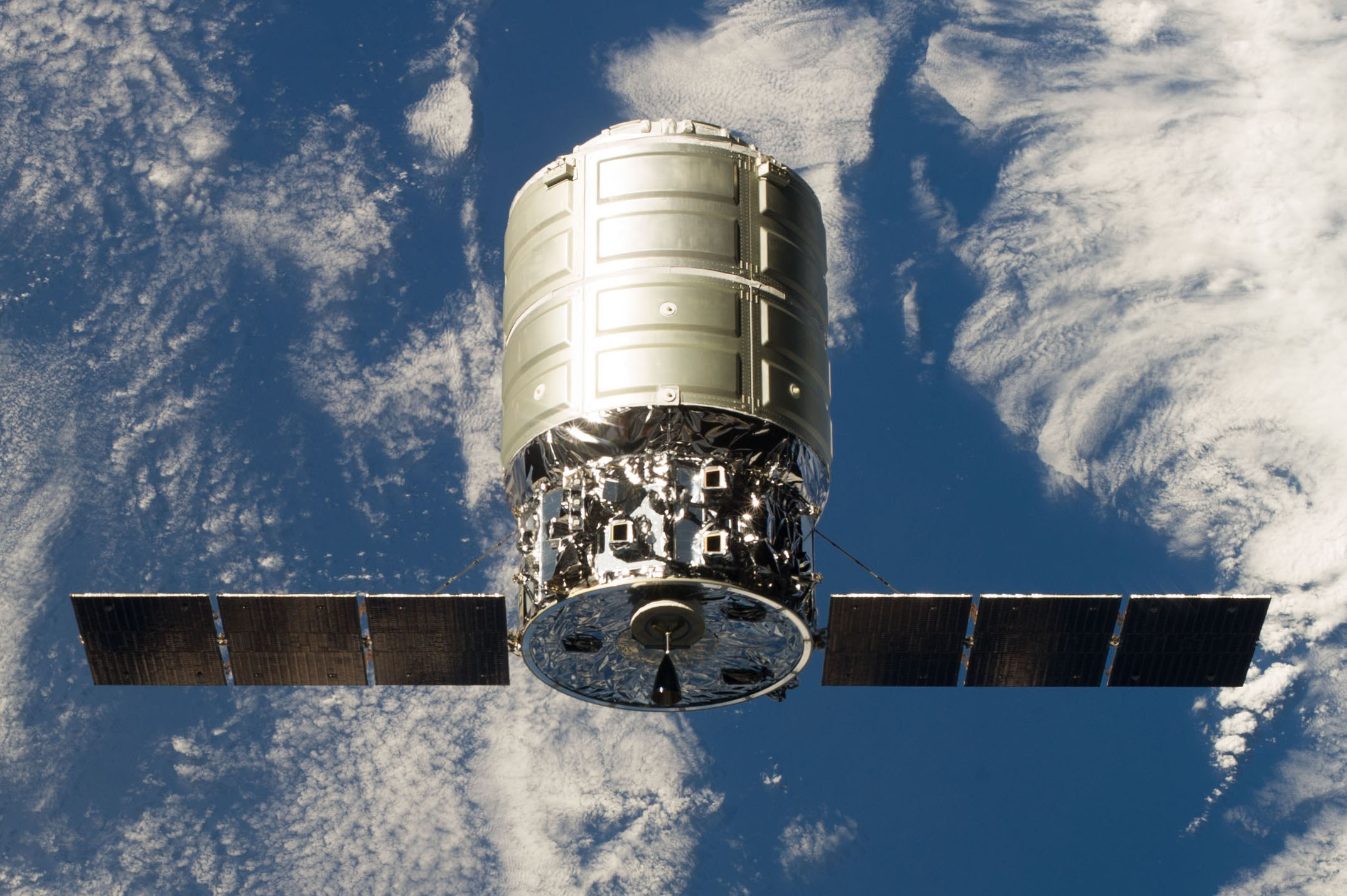
Cygnus bij het ISS (29 september 2013)

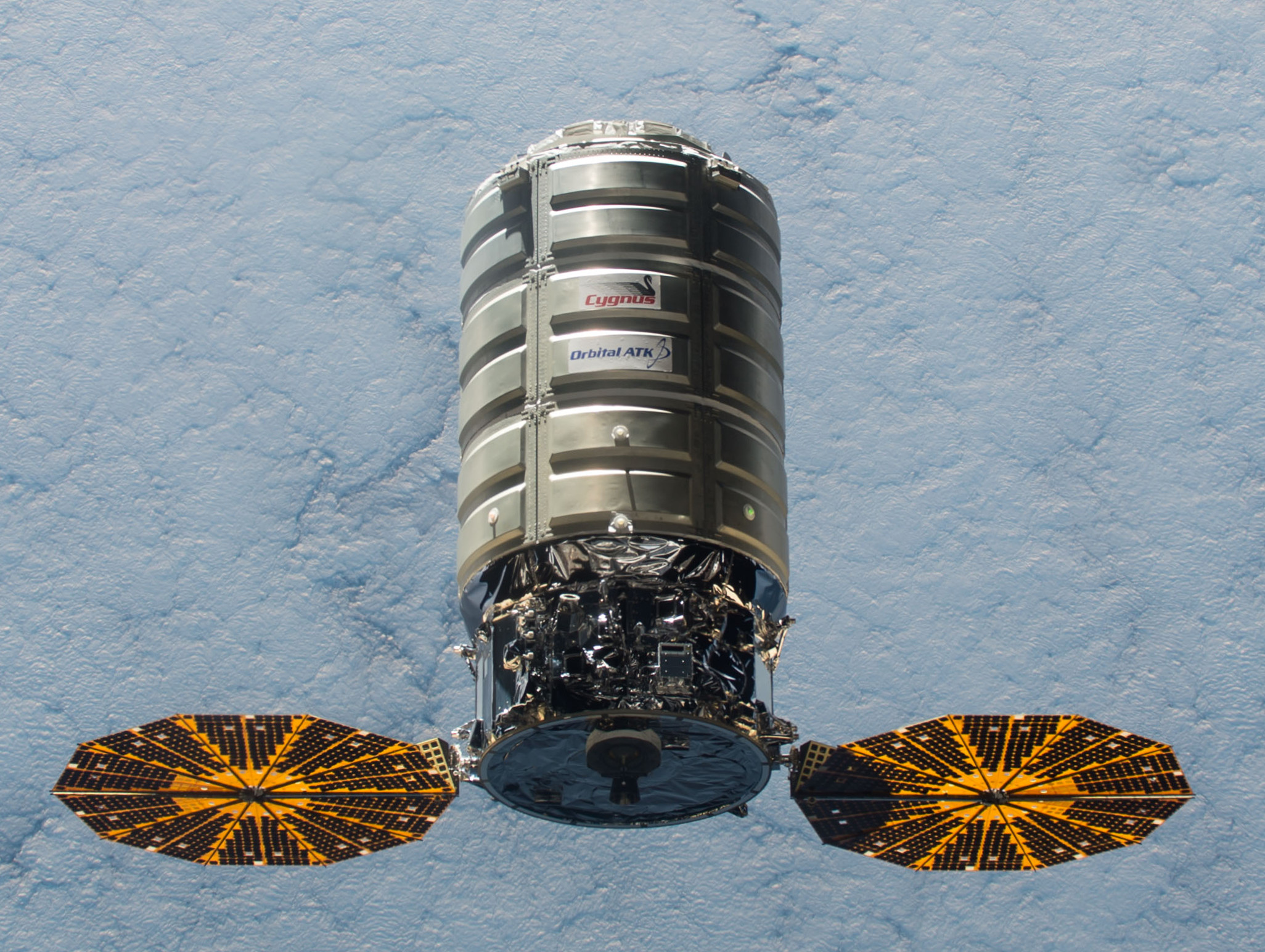
Cygnus (uitgebreide configuratie) bij het ISS (9 december 2015)

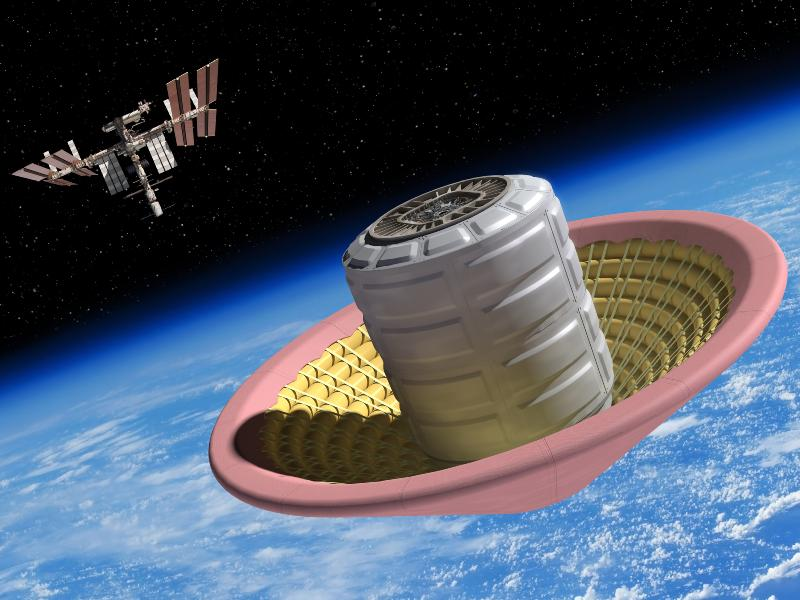
Conceptillustratie van een voorgestelde versie die terug kan keren naar de Aarde. We zien de vrachtmodule tijdens de terugvlucht, nadat de hoofdmodule (service module) is afgestoten en het hitteschild is ontplooid. Dit concept werd echter niet doorontwikkeld.

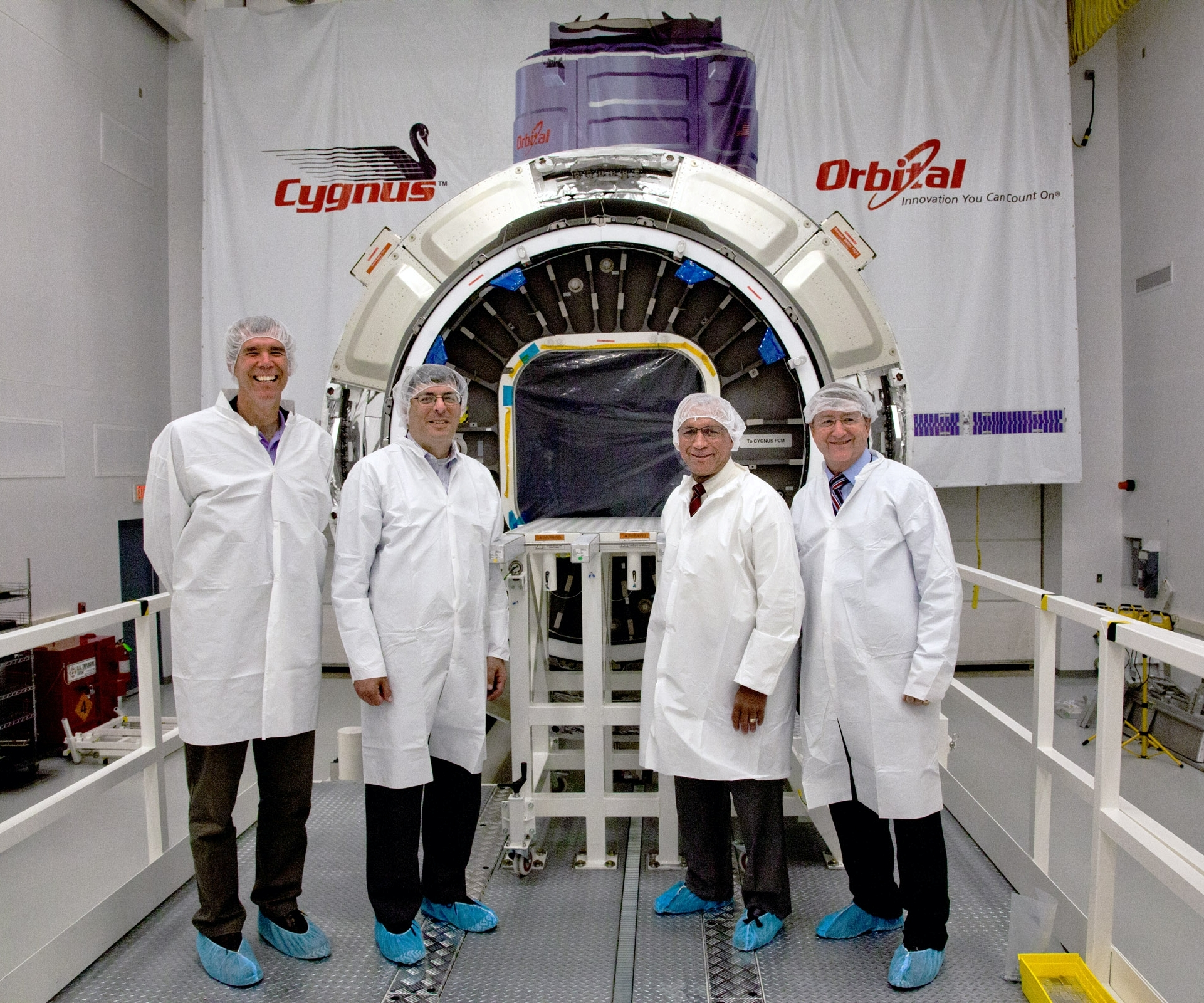
NASA-directeur Charles Bolden (tweede van rechts) voor de Cygnus, mei 2012

De Cygnus is een commercieel ruimtevaartuig ontwikkeld door het Amerikaanse ruimtevaartbedrijf Orbital Sciences Corporation (daarna Orbital ATK daarna Northrop Grumman Innovation Systems en nu Northrop Grumman Space Systems). De Cygnus, voluit Cygnus Advanced Maneuvering Spacecraft, dient als onbemand bevoorradingsschip van het internationale ruimtestation ISS, onder NASA's Commercial Resupply Services (CRS)-contract, dat de Space Shuttle vervangt.

## Ontwerp
De Cygnus bestaat uit twee verschillende modules:
- een hoofdmodule (service module) gebaseerd op de satelliettechnologie van Orbital Sciences Corporation. De module heeft raketmotoren voor de voortstuwing die gebruikmaken van de hypergolische reactie (spontane explosie) tussen hydrazine en distikstoftetraoxide. De module heeft ook twee uitklapbare zonnepanelen voor het genereren van elektriciteit. De zonnepanelen voor de eerste Cygnus-missies worden gebouwd door het Nederlandse bedrijf Dutch Space.[2]
- een vrachtmodule onder cabinedruk (pressurized cargo module) die tot 2.000 kilo kan vervoeren. Deze module wordt gebouwd door het Italiaanse ruimtevaartbedrijf Thales Alenia Space en is gebaseerd op de Multi-Purpose Logistics Module van het ISS.

Om aan te meren wordt de Cygnus met de Canada-arm van het ISS gegrepen. Daarna wordt het ruimtevaartuig met deze robotarm op de koppelingspoort geplaatst. De Canada-arm wordt handmatig bestuurd en er is dus een ruimtevaarder voor nodig om deze manoeuvre uit te voeren.
Voor de lancering wordt de Antares-draagraket gebruikt, die Orbital Sciences Corporation speciaal voor de Cygnus heeft ontwikkeld.
Sinds de vierde bevoorradingsvlucht wordt een grotere vrachtmodule gebruikt die tot 2.700 kilo zal kan vervoeren. Vanaf deze missie worden ook lichtere zonnepanelen gebruikt, die ontwikkeld werden door Alliant Techsystems dat na de fusie met Orbital Sciences Corp, in Orbital ATK opging.
De Cygnus wordt tevens gebruikt om CubeSats in de ruimte af te zetten. De S.S. Gene Cernan (CRS-8e) is na afkoppeling van het ISS naar een hogere baan gevlogen om 12 van deze minisatellieten los te laten.

### CRS2-verbeteringen
Voor de tweede fase van het Commercial Resupply Services-programma werd de Cygnus geschikt om een jaar in de ruimte te kunnen blijven. Dit biedt de mogelijkheid om gevaarlijke experimenten tijdens de aangekoppelde periode in de Cygnus te voorbereiden en de Cygnus af te koppelen en het experiment buiten het ISS uit te voeren, waarna de Cygnus weer aankoppelt bij het ISS om de resultaten te bekijken.

### Mission B-upgrade
Na de lancering van NG-19 met laatste Antares 230+, op 2 augustus 2023, kondigde Northrop Grumman een upgrade genaamd Mission B aan voor de Cygnus. De vrachtcapaciteit gaat omhoog van 3750 kg naar 5000 kg en het vrachtruim wordt met anderhalve meter verlengd. Deze versie moet vanaf missie NG-23 in gebruik worden genomen; dit is ook de geplande debuut vlucht van de Antares 330. Overwogen wordt om ook volautomatisch aanmeren bij het ruimtestation in de Mission B-Cygnus te integreren. Daarmee zou geen robot-arm meer nodig zijn om de Cygnus aan te koppelen. Northrop Grumman hoopt met de upgrades de Cygnus niet alleen aantrekkelijker te maken voor NASA maar ook voor toekomstige commerciële ruimtestations.

### Baancorrectie
Cygnus is ook geschikt om de snelheid van het ISS zo nu en dan iets te verhogen om te compenseren voor de remmende werking van de weinige gasmoleculen die op die hoogte nog voorkomen. Daarmee wordt voorkomen dat het ISS terugvalt in de atmosfeer. Voor een reboost van een Cygnus moet het ruimtestation wel tijdelijk 90 graden worden gekanteld. Meestal wordt de reboost door een Russisch Progress-ruimtevaartuig uitgevoerd die zijn koppelpoort aan de achterzijde van het ISS heeft en daardoor geen kanteling vereist.

## Draagraket
Het ruimtevaartuig wordt normaliter met een Antares-raket gelanceerd vanaf Lanceercomplex 0A van de Mid-Atlantic Regional Spaceport, een commerciële ruimtehaven die deel uitmaakt van NASA's Wallops Flight Facility in Virginia. Nadat de vracht is afgeleverd, keert de Cygnus terug naar de Aarde met afval en verbrandt in de atmosfeer.
Na de mislukte lancering van ORB-3 in oktober 2014 werden een tweetal lanceringen uitgevoerd met Atlas V-raketten van United Launch Alliance. Deze werden vanaf Cape Canaveral SLC-41 gelanceerd. Deze ISS-bevoorradingsmissies per Atlas V, genaamd OA-4 en OA-6, werden in december 2015 en maart 2016 gelanceerd.
In oktober 2016 lanceerde Orbital ATK zijn verbeterde Antares 230-raket.
Nadat in september 2016 een Falcon 9 van concurrent SpaceX explodeerde en bijgevolg het ISS voorlopig niet per SpaceX Dragon kon worden bevoorraad, had NASA meer vrachtcapaciteit nodig op de volgende Cygnusvlucht (AO-7). Daarvoor was een zwaardere draagraket nodig dus werd wederom een Atlas V geboekt. Ditmaal gebeurde dat onder een Rapid Launch service contract waarbij binnen vier maanden kan worden gelanceerd. De lancering van AO-7 was op 18 april 2017.
Voor missies onder het CRS2-contract zou normaliter een verder verbeterde versie van de Antares 230 worden gebruikt, de Antares 230+. NASA hield echter nog een tijd de optie om een Atlas V te boeken. Nieuwe Atlas V vluchten zijn inmiddels niet meer te boeken. De Antares 230+ was verbeterd ten opzichte van de Antares 230 door de toevoeging van een luik in de neuskegel, waardoor ook na insluiting van de Cygnus in de neuskegel nog tot enkele uren voor de lancering vracht kan worden toegevoegd. Andere upgrades betroffen verbetering voor betere prestaties van de raket waardoor meer vracht aan boord van de Cygnus kon worden meegenomen. De nieuwe neuskegel werd overigens al tijdens de laatste vlucht van de Antares 230 (CRS-11) gebruikt.
Door de oorlog in Oekraïne moest Northrop Grumman een nieuwe raket, de Atares 330, ontwikkelen omdat de Oekraïens-Russische eerste trap van de Antares 230+ niet langer kon worden geleverd. De Antares 330 zal krachtiger en volledig Amerikaans zijn. De eerste trap wordt door Firefly Aerospace geleverd.
In de tussentijd zal SpaceX drie Cygnusvluchten lanceren met de Falcon 9. Hiervoor heeft SpaceX een aangepaste neuskegel ontworpen met een luik voor late loading. De late loader die hiervoor wordt gebruikt is dezelfde die voor late loading van de eerste generatie Dragon-ruimtevaartuigen werd gebruikt.

## Geschiedenis
Het (inmiddels failliete) bedrijf Rocketplane Kistler dat samen met SpaceX was geselecteerd voor het Commercial Orbital Transportation Services-programma (COTS), bleek in 2007 niet langer in staat om aan de contractuele verplichtingen te voldoen voor de ontwikkeling van het herbruikbare bevoorradingsschip Kistler K-1. Hierop besloot NASA om het COTS-contract met Rocketplane Kistler te beëindigen en opnieuw te aanbesteden. Op 9 februari 2008 maakte NASA bekend dat Orbital Sciences Corporation het Commercial Orbital Transportation Services-contract had binnengesleept met de Cygnus en de Antares-draagraket. Eind 2008 sloot Orbital het contract ter waarde van 1,9 miljard dollar met NASA voor acht bevoorradingsvluchten.
In april 2010 liet Orbital Sciences een model van de Cygnus op ware grootte zien op het National Space Symposium, een jaarlijkse ruimtevaartconferentie in Colorado Springs.

### Eerste vlucht
De eerste lancering van een Cygnus-vrachtmodule (missienaam ORB-D1) vond plaats op 18 september 2013 vanaf Wallops Island met een Antares 110-raket. Het was de tweede lancering van een Antares-raket. De module kreeg de naam SS G. David Low, naar de gelijknamige astronaut G. David Low (1956-2008), een voormalig medewerker van Orbital Sciences. Aan boord bevond zich 700 kg vracht.
Een eerste poging op 22 september om te koppelen aan het ISS mislukte wegens problemen met de software. De koppeling werd 48 uur uitgesteld. Een nieuw uitstel bleek noodzakelijk omdat op 25 september een Sojoez-capsule met drie nieuwe bemanningsleden naar het ruimtestation werd gelanceerd. De module kon uiteindelijk op 29 september aan het ISS gekoppeld worden.
Op 22 oktober werd Cygnus, geladen met meer dan 1.000 kg afval, losgekoppeld van het ISS. De volgende dag brandde de module op in de dampkring boven de Stille Oceaan.

### Bevoorradingsmissies en bijzonderheden
Na het succes van de demonstratiemissie in september 2013 zouden volgens de toenmalige planning acht bevoorradingsmissies uitgevoerd. Hierbij zou in totaal 20.000 kilo vracht naar het ISS worden getransporteerd, waaronder voorraden voor de bemanning van het ISS, vervangingsonderdelen en materiaal voor ruimte-experimenten.
De vierde vlucht (ORB-3) van een Cygnus was een mislukking. Enkele seconden na de lancering op 28 oktober 2014 explodeerde de draagraket.
Doordat aan boord van vluchten OA-4, OA-6 en OA-7, die met de krachtiger Atlas V werden gelanceerd, meer vracht werd vervoerd was aan het contract voor 20.000 kg vracht na vlucht OA-7 reeds voldaan en verviel missie OA-8. NASA verlengde echter in 2015 het CRS-1 programma met twee jaar en boekte daarom nog vier extra cygnusvluchten onder het CRS-1 contract erbij. Missies OA-8e t/m OA-11e worden tussen 2017 en 2019 uitgevoerd. De toegevoegde "e" staat hierbij voor "extended".
Na afloop van bevoorradingsmissie OA-6 werd in de Cygnus na vijf uur na afkoppeling van het ISS op 14 juni 2016 het Saffire-experiment van het Glenn Research Center uitgevoerd. Hierbij werd bewust brand veroorzaakt in de verder afgedankte Cygnus-drukcapsule om te zien hoe vuur zich in microzwaartekracht gedraagt. Deze kennis is vooral van belang voor de ontwikkeling van bemande ruimtevaart naar Mars of andere deep space-locaties. Tijdens de daaropvolgende Cygnusvluchten, OA-5 en OA-7, werden nog twee Saffire-experimenten uitgevoerd. Ook wordt de Cygnus wel na afloop van de ISS missie gebruikt om CubeSats in de juiste baan af te zetten.
Orbital ATK werd in januari 2016 ook voor het CRS 2-programma geselecteerd en zal volgens planning vanaf 2019 zes CRS 2-vluchten met Cygnus-ruimtevaartuigen uitvoeren. De andere CRS 2-contractanten zijn SpaceX met een vrachtuitvoering van de Dragon 2 en Sierra Nevada Corporation met de Dream Chaser.
Tijdens missie OA-9e werd op 10 juli 2018 getest of de Cygnus, net als de Sojoez en de Progress, in staat is om met zijn motoren het ISS in een hogere baan te duwen. De test waarbij de motoren 50 seconden lang brandden was een succes.
Als gevolg van de oorlog in Oekraïne kan Northrop Grumman de Antares 230+ raket die zowel Russische als Oekraïense onderdelen bevat niet langer bouwen. Er wordt een nieuwe volledig Amerikaanse variant van de Antares ontwikkeld, de Antares 330. Om de ontwikkelingsperiode te overbruggen zullen er drie Cygnus-missies met een SpaceX Falcon 9 worden gelanceerd.

### Overzicht Cygnus-missies
| Datum lancering               | Missienaam Orbital/NASA | Draagraket                   | Uitvoering en naam ruimtevaartuig       | Bijzonderheden | Uitkomst                                                                         |
|                               |                         | COTS-demonstratie-missie     |                                         | |                                                                                  |
| ----------------------------- | ----------------------- | ---------------------------- | --------------------------------------- | --- | -------------------------------------------------------------------------------- |
| 18 september 2013             | Cygnus Orb D1           | Antares 110                  | Standaard, S.S. G. David Low            | Demonstratievlucht | Succes                                                                           |
|                               |                         | CRS fase 1-missies           |                                         | |                                                                                  |
| 9 januari 2014                | CRS-1/Orb-1             | Antares 120                  | Standaard, S.S. C. Gordon Fullerton     | | Succes                                                                           |
| 13 juli 2014                  | CRS-2 /Orb-2            | Antares 120                  | Standaard, S.S. Janice E. Voss          | | Succes                                                                           |
| 28 oktober 2014               | CRS-3/Orb-3             | Antares 130                  | Standaard, S.S. Deke Slayton            | Draagraket explodeerde | Mislukt                                                                          |
| 6 december 2015               | CRS-4/OA-4              | Atlas V-401                  | Enhanced, S.S. Deke Slayton II          | | Succes                                                                           |
| 23 maart 2016                 | CRS-6/OA-6              | Atlas V-401                  | Enhanced, S.S. Rick Husband             | Door een defect stopte de hoofdmotor van de Atlas V zes seconden te vroeg. De tweede trap had echter genoeg overcapaciteit om dit op te vangen. Aan boord was o.a. Het Saffire I-experiment. | Succes                                                                           |
| 17 oktober 2016               | CRS-5/OA-5              | Antares 230                  | Enhanced, S.S. Alan Poindexter          | Eerste lancering van de verbeterde Antares 200 serie raketten met nieuwe hoofdmotoren. Aanboord was o.a. Saffire II-experiment | Succes                                                                           |
| 18 april 2017                 | CRS-7/OA-7              | Atlas V-401                  | Enhanced, S.S. John Glenn               | Aan boord was o.a. Saffire III-experiment | Succes                                                                           |
|                               | CRS-8/OA-8              |                              |                                         | Geannuleerd omdat op vluchten CRS-4, 6 en 7 meer vracht was meegenomen dan vooraf voorzien waardoor de doelen van het originele CRS1-contract reeds waren behaald. |                                                                                  |
|                               |                         | CRS verlengde fase 1-missies |                                         | |                                                                                  |
| 12 november 2017              | CRS-8/OA-8e             | Antares 230                  | Enhanced, S.S. Gene Cernan              | Bracht 12 CubeSats in hun baan met NASA’s Nanoracks systeem na afkoppeling op 6 december 2017. Keerde op 18 december 2017 terug in de dampkring. | Succes                                                                           |
| 21 mei 2018 8:44 UTC          | CRS-9/OA-9e             | Antares 230                  | Enhanced, S.S. J.R. Thompson            | Eerste Amerikaanse reboost van het ISS ooit. Na afkoppeling op 15 juli 2018 werden 6 Cubesats in hun baan afgezet. Op 30 juli 2018 keerde de Cygnus terug in de atmosfeer en verbrandde. | Succes                                                                           |
| 17 november 2018              | CRS-10/NG-10e           | Antares 230                  | Enhanced, S.S. John Young               | 19 november met succes bij ISS aangekoppeld, afgekoppeld op 8 februari 2019. In de daarop volgende zeventien dagen heeft de Cygnus een aantal kleine satellieten in hun baan afgezet. Op 25 februari 2019 om 09:05 UTC is de Cygnus teruggekeerd en verbrand in de atmosfeer. | Succes                                                                           |
| 17 april 2019 20:46:07 UTC    | CRS-11/NG-11e           | Antares 230                  | Enhanced, S.S. Roger Chaffee            | De eerste keer dat er “late loading” bij een Cygnus werd toegepast. Door het nieuwe type neuskegel van de Antares-raket was dit mogelijk. De Antares raket bracht ook 60 ThinSats en een CubeSat in de ruimte. Afgekoppeld van het ISS op 6 augustus 2019, waarna een vervolgmissie van een maand werd gestart. Op 6 december 2019 na 230 dagen in de ruimte teruggekeerd in de atmosfeer | Succes                                                                           |
|                               |                         | CRS fase 2-missies           |                                         | |                                                                                  |
| 2 november 2019 14:59:47 UTC  | CRS-12/NG-12            | Antares 230+                 | Enhanced, S.S. Alan Bean                | ontkoppelt van het ISS op 31 januari 2020. Post ISS missie bevatte een experiment om afval weg te slingeren en het afzetten van cubesats. Destructieve terugkeer in atmosfeer op 17 maart 2020 | Succes                                                                           |
| 15 februari 2020 20:21:04 UTC | CRS-13/NG-13            | Antares 230+                 | Enhanced, S.S. Robert Lawrence          | Eerste poging lancering op 9 februari afgeblazen wegens problemen in grondsystemen. Aangekoppeld op 18 februari. Afgekoppeld op 11 mei, post-ISS-missie eindigde op 31 mei 2020 met de destructieve terugkeer in de atmosfeer. | Succes                                                                           |
| 3 oktober 2020 03:16 UTC      | CRS-14/NG-14            | Antares 230+                 | Enhanced, S.S. Kalpana Chawla           | Eerste Lanceerpoging afgebroken op 2 oktober door een softwareprobeem in de grondsystemen. Aankoppeling: 5 oktober 2020. Afkoppeling: 6 januari 2021. De-orbit op 26 januari 2021 | Succes                                                                           |
| 20 februari 2021 17:36 UTC    | CRS-15/NG-15            | Antares 230+                 | Enhanced, S.S. Katherine Johnson        | aangekoppeld op 22 februari 2021 | succes                                                                           |
| 10 augustus 2021 22:01 UTC    | CRS-16/NG-16            | Antares 230+                 | Enhanced, S.S. Ellison Onizuka          | aangemeerd op 12 augustus 2021, afgekoppeld op 20 november 2021 ~13:00 UTC, teruggekeerd op 15 december 2021 | voltooid                                                                         |
| 19 februari 2022 17:40 UTC    | CRS-17/NG-17            | Antares 230+                 | Enhanced, S.S. Piers Sellers            | aankoppeling 21 februari 2022, afgekoppeld op 28 juni 2022, terugkeer gepland voor 29 juni 2022 | voltooid                                                                         |
| 7 november 2022 10:32         | CRS-18/NG-18            | Antares 230+                 | Enhanced, S.S. Sally Ride               | eerste lanceerpoging op 6 november afgebroken wegens schip met defect in veiligheidszone. Problemen met uitvouwen van een zonnepaneel. Aangekoppeld op 9 november, afgekoppeld op 21 april 2023, verbrand in atmosfeer op 22 april 2023 | Voltooid                                                                         |
| 2 augustus 2023 00:31         | CRS-19/NG-19            | Antares 230+                 | Enhanced,                               | laatste Antares 230+ | Voltooid                                                                         |
| 30 januari 2024 17:07         | CRS-20/NG-20            | Falcon 9-block 5             | Enhanced, S.S. Patty Hilliard Robertson | | Voltooid                                                                         |
| 4 augustus 2024 15:02         | CRS-21/NG-21            | Falcon 9-block 5             | Enhanced,                               | | Gelanceerd, ondervond na afkoppeling van raket problemen met eigen voortstuwing. |
| najaar 2024                   | CRS-22/NG-22            | Falcon 9-block 5             | Enhanced,                               | | geboekt                                                                          |
| midden 2025                   | CRS-23/NG-23            | Antares 330                  | Enhanced,                               | | geboekt                                                                          |
| najaar 2025                   | CRS-24/NG-24            | Antares 330                  | Enhanced,                               | | geboekt                                                                          |
| begin 2026                    | CRS-25/NG-25            | Antares 330                  | Enhanced,                               | | geboekt                                                                          |